# Special Messenger
Special Messenger er en amerikansk stumfilm fra 1911 af Sidney Olcott.

## Medvirkende
- Gene Gauntier
- Sidney Olcott
- JP McGowan